# Helena Loshanyang Kirop

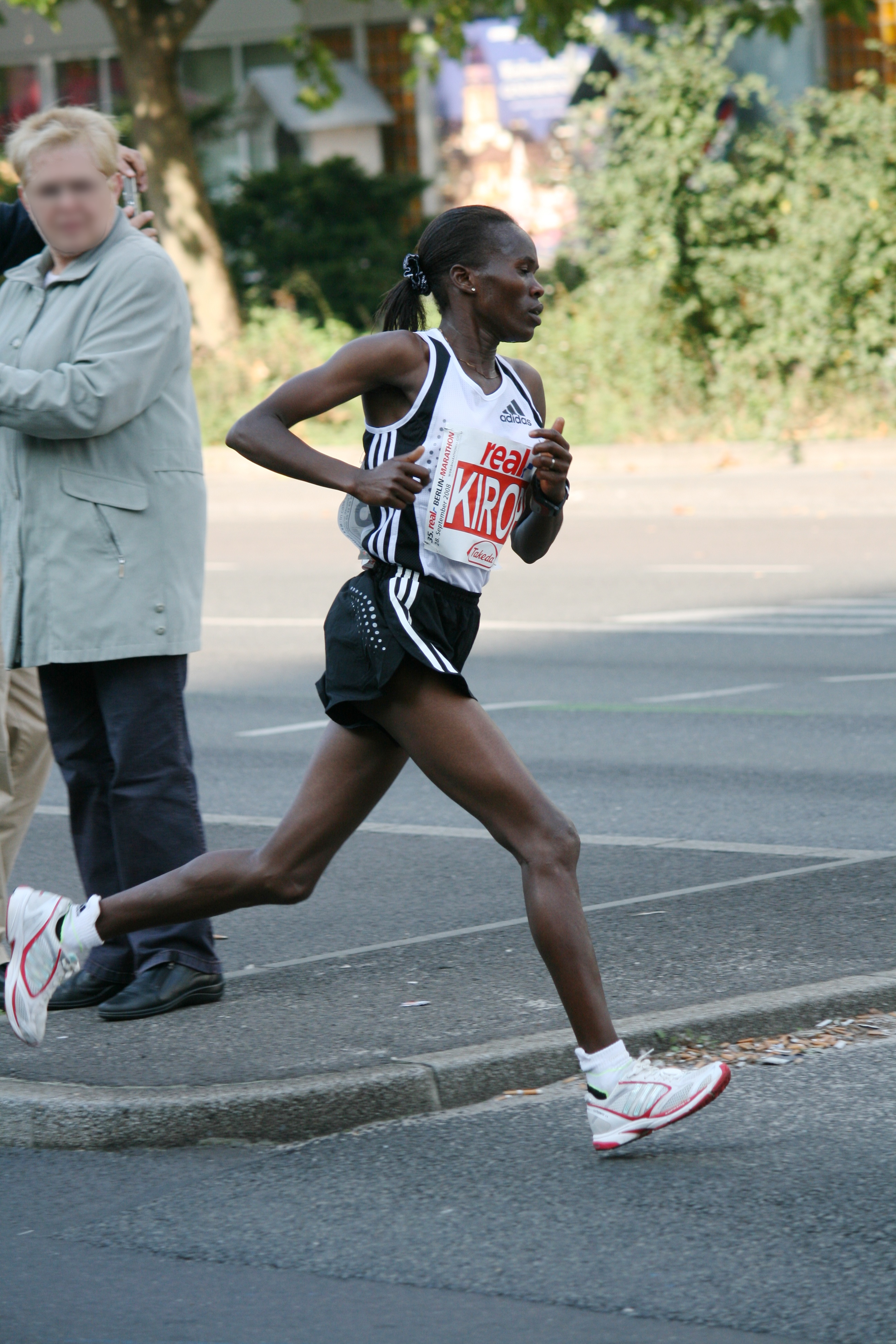
Helena Loshanyang Kirop beim Berlin-Marathon 2008

Helena Loshanyang Kirop (* 9. September 1976) ist eine kenianische Marathonläuferin.
2006 siegte sie beim Casablanca-Marathon, Dritte beim Ottawa-Marathon, Zweite beim Amsterdam-Marathon und gewann den Trecate-Halbmarathon.
Im Jahr darauf wurde sie Sechste bei den World’s Best 10K, Zweite beim Rotterdam-Marathon und Dritte beim Berlin-Marathons. 2008 lief sie nach einem sechsten Platz beim RAK-Halbmarathon erneut als Dritte in Berlin ein.
2009 wurde sie als Dritte beim Dubai- und Fünfte beim Boston-Marathon für die Leichtathletik-Weltmeisterschaften in Berlin nominiert, erreichte dort aber nicht das Ziel. Einen Monat später triumphierte sie beim Portugal-Halbmarathon.
In der darauffolgenden Saison wurde sie jeweils Dritte beim Dubai-Marathon und bei der Stramilano, stellte beim Prag-Marathon mit 2:25:29 h einen Streckenrekord auf und gewann den Nairobi-Marathon. 2011 wurde sie Neunte in Dubai, Sechste beim Lissabon-Halbmarathon, Dritte beim Rock ’n’ Roll Marathon, Zweite beim Portugal-Halbmarathon und stellte Streckenrekorde beim Venedig-Marathon und beim Taipei International Marathon auf. 2012 wurde sie Dritte beim Tokio-Marathon.

## Persönliche Bestzeiten
- 10-km-Straßenlauf: 32:43 min, 25. Februar 2007, San Juan
- Halbmarathon: 1:08:57 h, 25. September 2011, Lissabon
- Marathon: 2:23:37 h, 23. Oktober 2011, Venedig